# Cahuelche

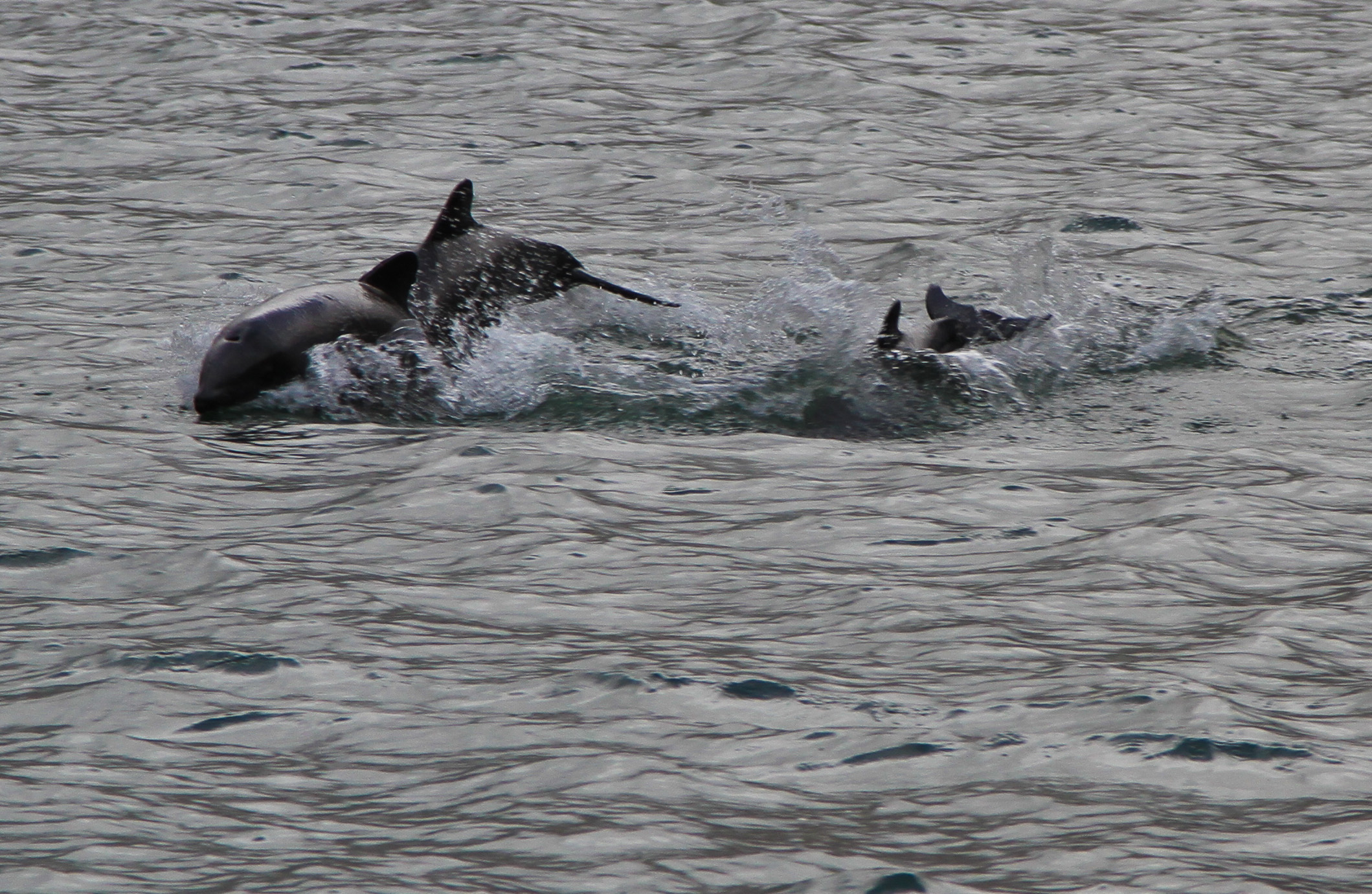
Fotografía de como podría ser el cahuelche

El Cahuelche (del mapudungun kawel: «delfín» y che: «persona»), también llamado Cahuella, es una criatura mágica acuática presente en la mitología chilota. 

## Descripción
Se dice que es un bello animal, con apariencia muy similar, o idéntica, a la especie de cetáceo llamado delfín chileno o tonina (Cephalorhynchus eutropia), por lo que a simple vista no se podría diferenciar del mismo. Sin embargo, el Cahuelche no solamente sería mucho más inteligente que los animales de esta especie sino que el sonido que emitiría sería distinto, presentando un significado que sería mágicamente comprensible para los seres humanos.

## Leyenda
Según la leyenda, se dice que habitaría en el mar que rodea a Chiloé. Su origen habría sido humano; pero habría sido transformado en lo que ahora sería por arte de magia. Su transformación habría ocurrido en los tiempos de la lucha mítica entre Tenten Vilu Y Caicai Vilu, siendo uno de los humanos que se ahogaban en la gran inundación y que fue salvado por Tenten al ser transformado en una mágica tonina. 
Se dice que al poco tiempo de terminada la lucha legendaria, el Cahuelche deseaba nostálgicamente estar con otros seres humanos, a pesar de ya no ser uno de ellos. El gran Millalobo, sintiendo la amargura de esta tonina, y como igualmente deseaba darle ayuda y compañía a la Huenchur, decidió ayudar a ambos. Así fue como luego de haberle otorgado poder a la Huenchur, el Millalobo - bajo la condición de que el Cahuelche sirviera a la Huenchur - le habría devuelto su inteligencia y dado un mágico chillido para comunicarse con los humanos nuevamente. 
Desde ese día, el Cahuelche acompañaría a la Huenchur y actuaría tanto como su ayudante como su secretario frente a los humanos - ya que a la Huenchur no se le está permitido comunicarse directamente con ningún ser humano. Así, cuando la Huenchur desea comunicar cambios en el clima o la presencia cercana del barco fantasma "El Caleuche", ordenaría al Cahuelche dar grandes saltos sobre la superficie del mar, presentando diferentes modalidades de saltos según lo que se desea comunicar. Esta sería la señal que le indicaría a los pescadores que muy pronto el clima cambiará o que el temido 'El Caleuche' se encuentra en las cercanías. En el caso de que la Huenchur desee anunciar que se producirá una próxima muerte de alguno de los habitantes que vive a la orilla del mar, enviaría al Cahuelche a la orilla de la playa, muy cerca de la casa del próximo difunto. Así, estando ya el Cahuelche en frente de la casa, éste utilizaría su mágico y sonoro llanto para comunicar el mensaje, el cual sería perfectamente interpretado por los moradores.